# Aviodrome

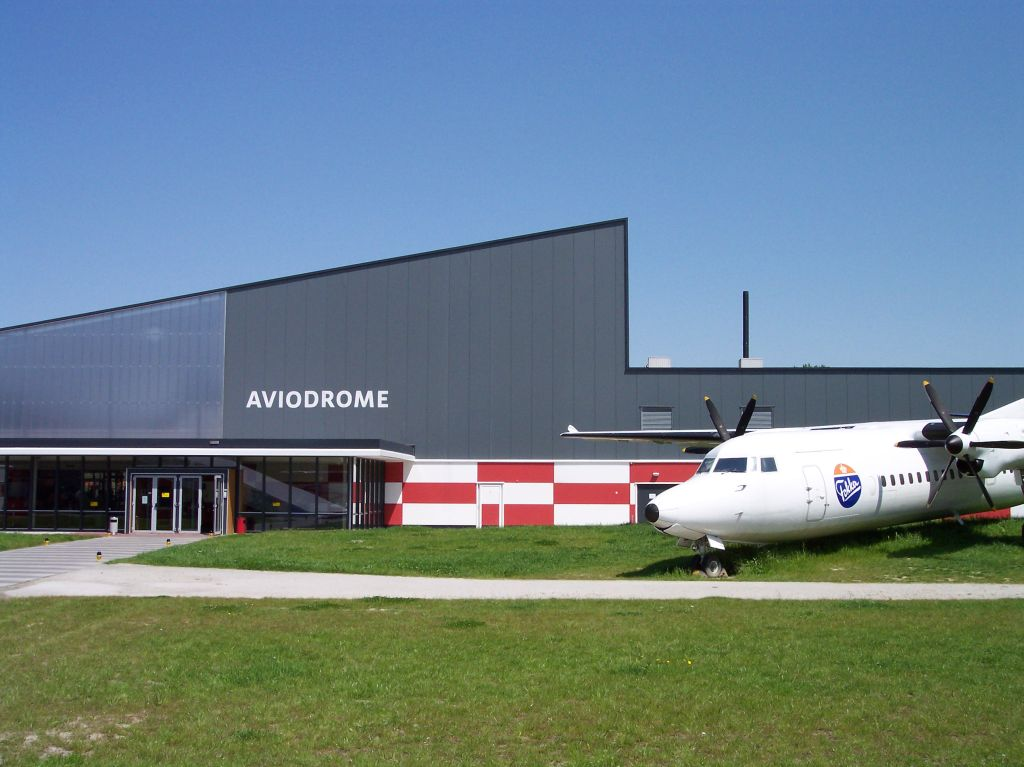
Fokker-50-Prototyp PH-OSI vor dem Hauptgebäude des Museums

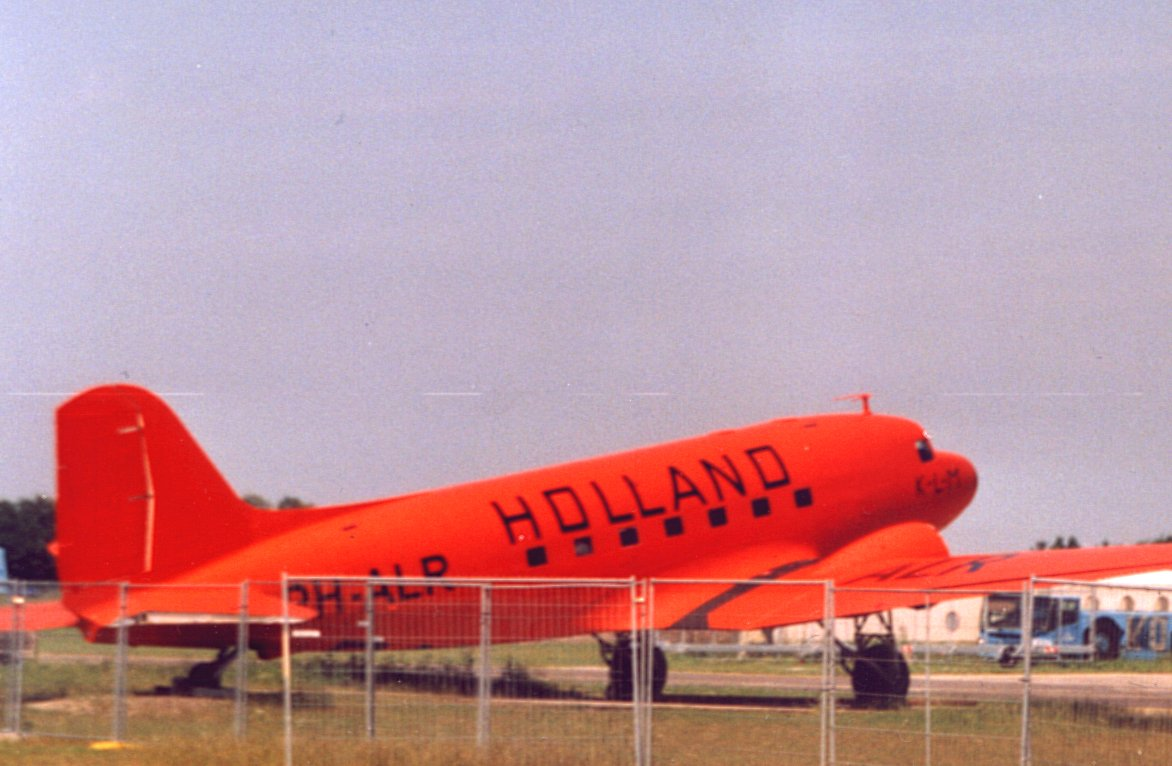
Die orangefarbene DC-3 PH-ALR (ohne Motoren), 2004

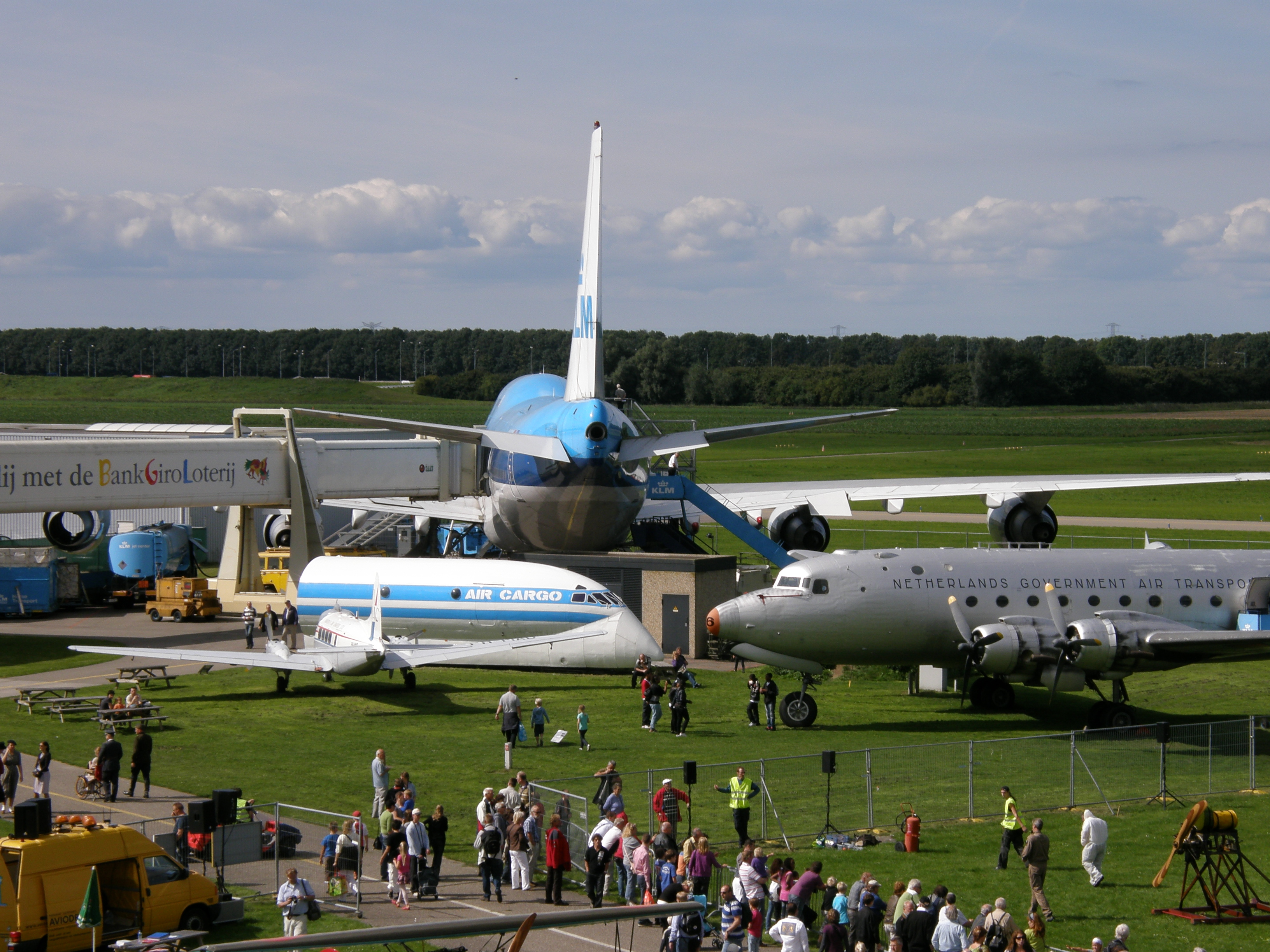
KLM Boeing mit verlängertem Oberdeck

Das Museum  Aviodrome im niederländischen Lelystad ist ein Luftfahrtmuseum, das sich vorrangig mit der Geschichte der niederländischen Zivilluftfahrt befasst. Das Museum befindet sich auf dem Gelände des Flughafens Lelystad und besitzt eine umfangreiche Sammlung verschiedener Flugzeuge. Es entstand 2003 aus dem ehemaligen Luftfahrtmuseum mit dem Namen Aviodome (ohne „r“) am Flughafen Amsterdam-Schiphol.

## Insolvenz und Rettung
Das Museum kam 2011 in finanzielle Schwierigkeiten, musste im November 2011 Insolvenz anmelden und am 23. Dezember 2011 vorläufig schließen.
Der eingesetzte Insolvenzverwalter hatte für den Fall, dass sich bis März 2012 kein Investor findet, die Auflösung des Museums und Versteigerung der Exponate angekündigt.
Verhandlungen mit der Libéma Group, einem Betreiber mehrerer niederländischer Freizeitparks, führten jedoch am 23. März 2012 zum erfolgreichen Verkauf des Museums. Libéma kündigte an, ca. 5,4 Millionen Euro zu investieren, die Sammlung vollständig zu erhalten und das Museum mit neuem Konzept fortführen zu wollen. Die Wiedereröffnung fand am 28. April 2012 statt.

## Attraktionen
Die Flugzeuge sind in zwei Hangars untergebracht, wobei eine dieser Hallen auch als Werkstatt dient. Einige größere Maschinen stehen auch außerhalb der Hallen und sind für Besucher teilweise auch von innen zu besichtigen. 
Eine der Hauptattraktionen dieses Museums ist die Uiver, die letzte noch fliegende Douglas DC-2 der Welt. Eine Maschine gleichen Namens und gleichen Typs gewann 1934 für die KLM das MacRobertson Luftrennen von Mildenhall, England nach Melbourne in der Handicap-Wertung und belegte den zweiten Platz in der Geschwindigkeits-Wertung. Das Aviodrome Museum betreibt außerdem noch eine Lockheed 749 Constellation in KLM-Farben. Eine orangefarbene Douglas DC-3 ist ebenfalls im Besitz des Museums, diese Maschine ist aber nicht im flugtüchtigen Zustand. Bis Ende Mai 2006 war die DC-3 „Fifi Kate“ (in Militärbemalung) Dauergast in Lelystad.
Zu den weiteren Ausstellungsstücken gehören unter anderem folgende Maschinen. Sie fliegen jedoch, im Gegensatz zu den oben erwähnten, nicht mehr.
- Antonow An-2 (Rundflüge möglich)
- Boeing 747-200SUD (KLM-Farben)
- De Havilland DH.104 Dove
- Douglas DC-3 (KLM-Farben)
- Douglas DC-4
- Fokker Spin
- Fokker F-27 (3. gebautes Exemplar der meistverkauften Turboprop)
- Fokker 50 (Prototyp)
- Wright Flyer (Replica)

Von weiteren Flugzeugen werden Teile gezeigt. Dazu gehören unter anderem das Cockpit einer SE 210 Caravelle und das einer Fokker 100 sowie Teile des Prototyps der Fokker F-27.
Am 18. Dezember 2004, genau 101 Jahre nach dem Flug der Gebrüder Wright, wurde die von der KLM erworbene Boeing 747-200SUD „Louis Blériot“ über Kanäle und Straßen in das Museum überführt. Danach wurde die Maschine wieder aufgebaut und kann auch innen besichtigt werden. Dies war die erste Boeing 747 mit verlängertem Oberdeck, die sich in einem Museum befindet.

## Abfertigungsgebäude
Neben den beiden großen Hallen befindet sich ein Nachbau des ersten Abfertigungsgebäudes des Flughafens Amsterdam-Schiphol. In diesem befinden sich Flugscheinschalter, an denen Tickets für Rundflüge zu erwerben sind, sowie das Café und einige Räume, in denen regelmäßig Vorträge gehalten oder Filme gezeigt werden.

## Galerie

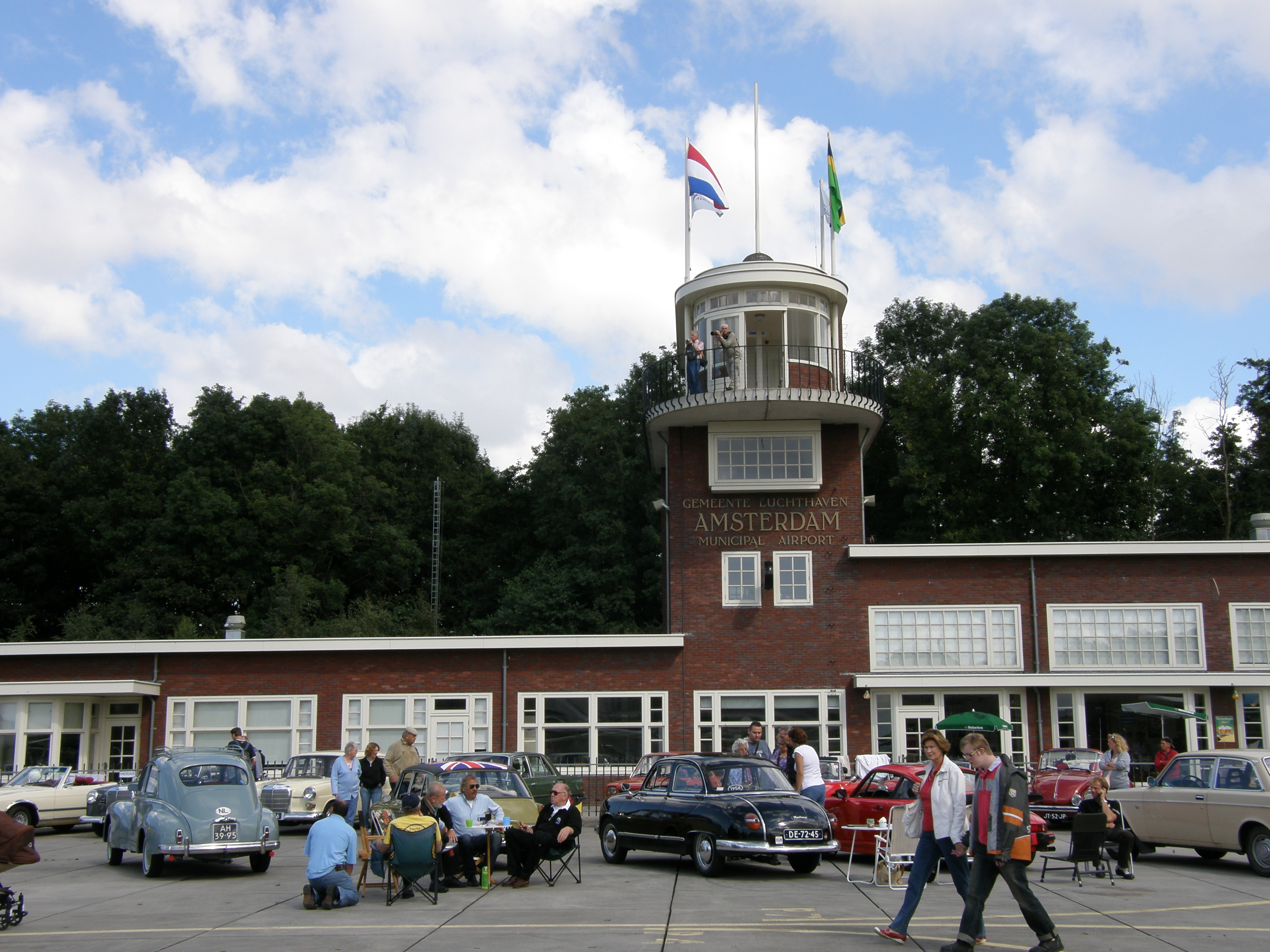
Vorderseite
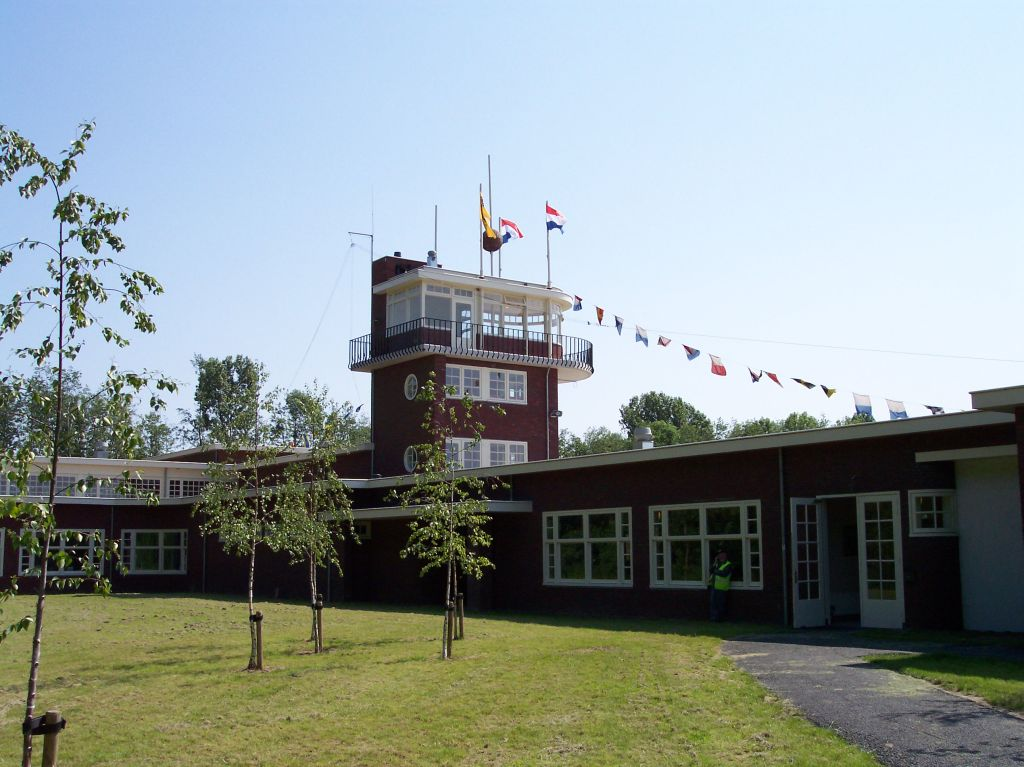
Rückseite
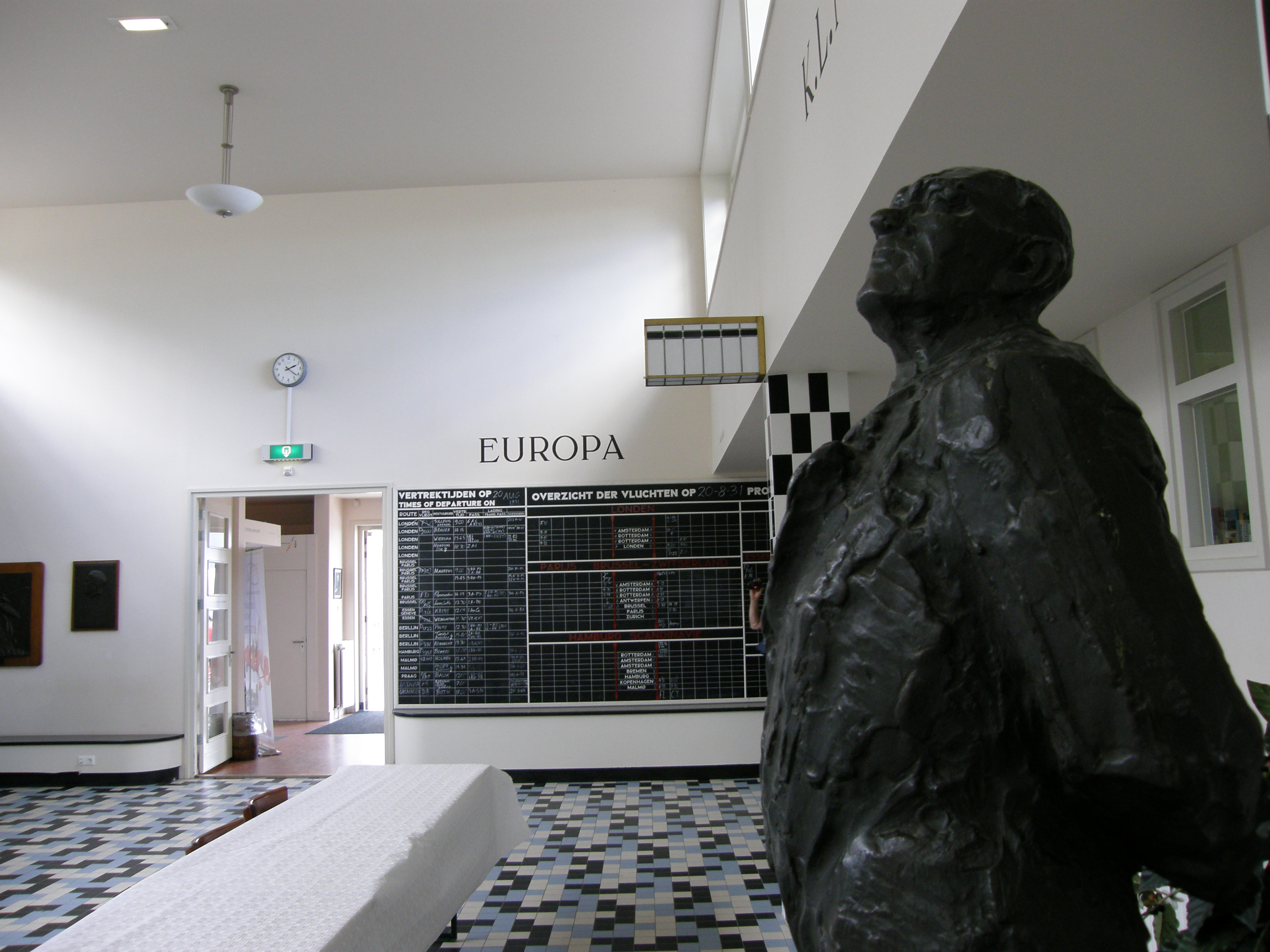
Halle mit Flugplan
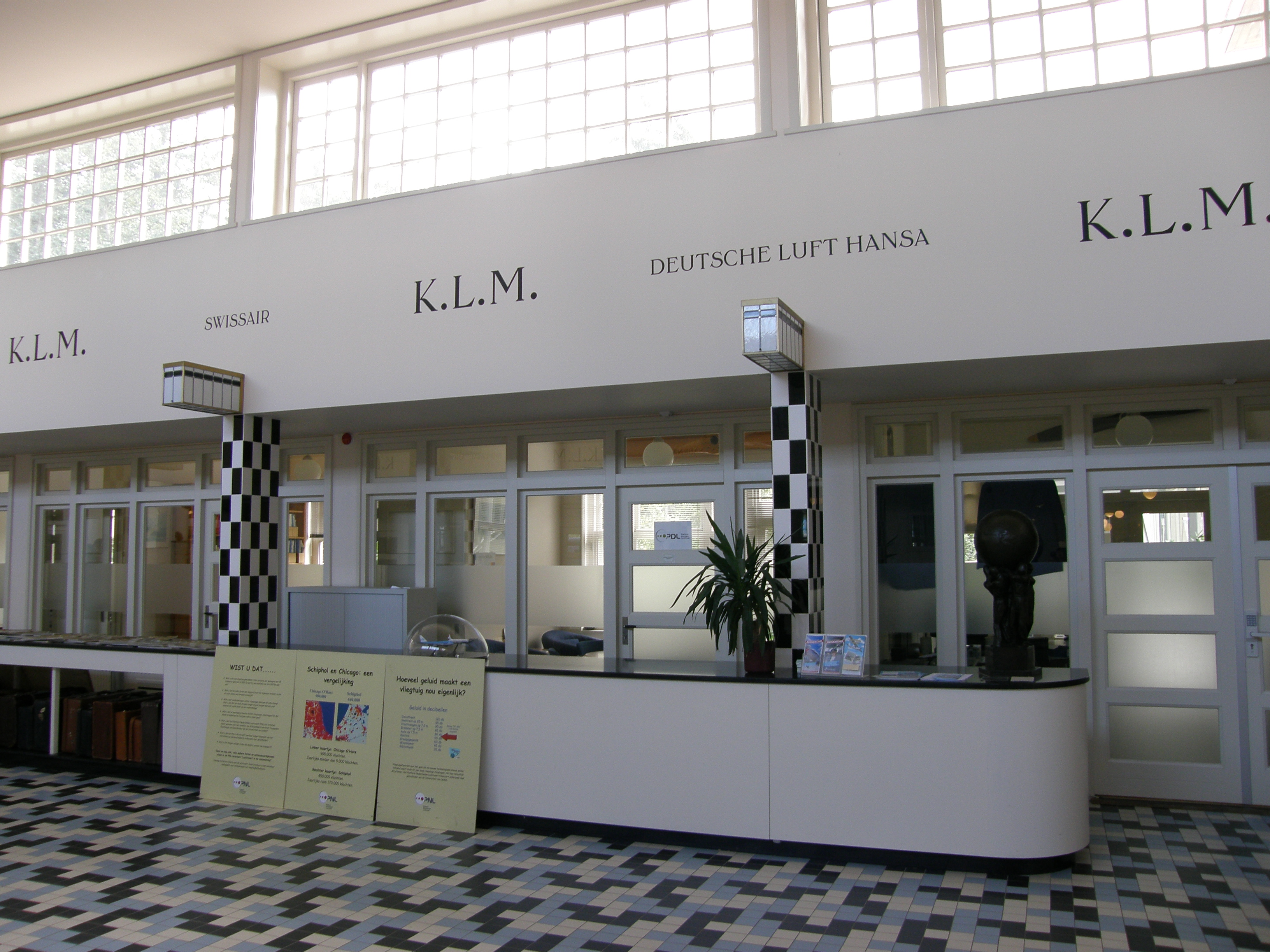
Flugschalter
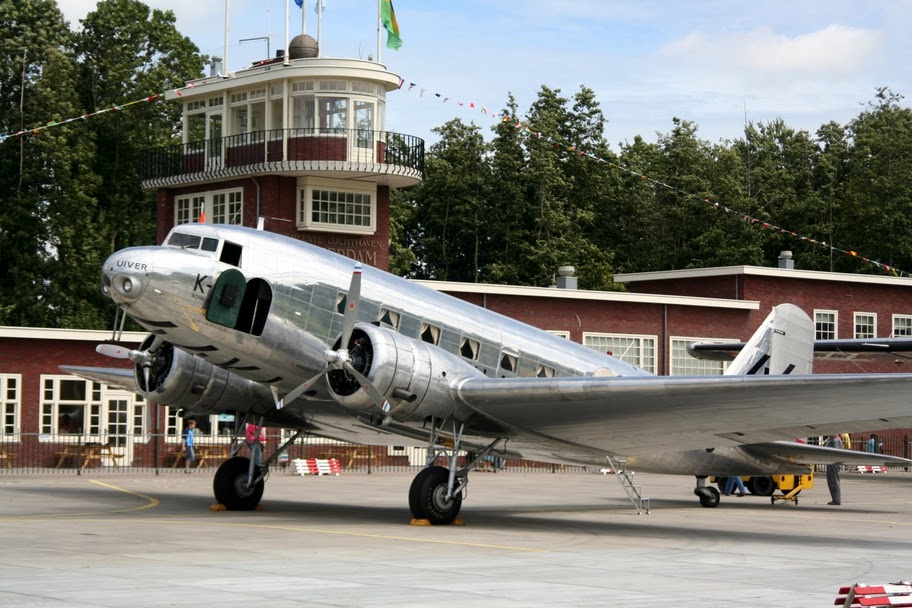
Die Uiver vor dem Gebäude